# Flodtid
Flodtid är en diktsamling av Katarina Frostenson utgiven 2011. Boken nominerades till Nordiska rådets litteraturpris 2012.

## Mottagande
Flodtid fick ett positivt mottagande av flera kritiker. Aris Fioretos skrev att Frostenson i dikterna "frilägger den mänskliga existensens bara stomme, men nagelfar även konsumtionssamhällets förlupna högmod...Ny är den stundom uppsluppna tonen, fylld av lika delar syrlig humor och bitande sarkasm" och tyckte att "En mera uppfordrande och självklar samtidspoet är svår att finna i den nordiska poesin". Åsa Beckman i Dagens Nyheter skrev: "Hon tycks vara född med en språksensibilitet som går att jämföra med absolut gehör".